# SMT Scharf
Die SMT Scharf AG ist ein deutsches Maschinenbauunternehmen mit Sitz in Hamm in Nordrhein-Westfalen. Das Unternehmen ist nach eigenen Angaben einer der weltweit führenden Anbieter von schienengebundenen Transportlösungen für Personen- und Materialtransport und auf schwierige geologische Anforderungen im Kohlebergbau, Hard Rock und Salzbergbau sowie Tunnelbau ausgerichtet. Es erwirtschaftete 2023 mit 411 Beschäftigten (FTE) einen Umsatz von 73,2 Millionen Euro.
Wichtigste Einzelmärkte sind China, Russland, Südafrika und Polen. Das 1941 gegründete Unternehmen wurde 2006, damals noch als DBT Maschinenfabrik Scharf GmbH firmierend, von der DBT GmbH, einer Tochtergesellschaft der RAG Aktiengesellschaft an den Private-Equity-Investor Aurelius verkauft. Nach Umfirmierung in SMT Scharf wurde die Gesellschaft im April 2007 an die Börse gebracht und war von 2012 bis 2013 im SDAX gelistet.

## Produkte und Kennzahlen
Wichtigstes Produkt der SMT Scharf AG sind Einschienenhängebahnen und Schienenflurbahnen für den untertägigen Transport von Material, Ausrüstung und Personen. Wesentliche Merkmale dieser Bahnen sind ihre entgleisungssichere Fahrweise an einer einzelnen, hängenden Schiene bzw. auf einem liegenden Schienenstrang sowie die Verteilung der Antriebsaggregate auf mehrere Einheiten, namentlich Fahrerkabinen, Antriebsmaschinen, Transportbalken (Hubbalken) und Transportwagen. Diese sind mit Kuppelstangen gelenkig verbunden, so dass enge Kurven und starke Änderungen des Neigungswinkels bewältigt werden können. Als Antrieb dienen Diesel- oder Elektromotoren mit hydraulischer oder elektromechanischer Kraftübertragung.
Weitere Produkte für den Bergbau von Scharf sind Sessellifte, gummibereifte Fahrzeuge und Kabelspeichersysteme.
Neben der Lieferung von Neuanlagen spielt das Ersatzteile- und Servicegeschäft eine große Rolle. Der Umsatzanteil betrug 2015 sogar 59 % – was als kurzfristige Reaktion auf die allgemeine Branchen- und Marktentwicklung mit weniger Bestellung von Neuanlagen durch die Bergbaukunden begründet wurde. Typischerweise erfolgen Wartungsarbeiten und kleinere Instandsetzungen vor Ort, während größere Arbeiten in den eigenen Werkstätten durchgeführt werden. Zur Bedienung der Kunden vor Ort wurden in den letzten zehn Jahren in den wichtigsten Exportländern eigene Servicegesellschaften eingerichtet.
| Jahr | Umsatz in Mio. € | Konzernergebnis in Mio. € | Mitarbeiter (Jahresdurchschnitt) |
| ---- | ---------------- | ------------------------- | -------------------------------- |
| 2023 | 73               | 5,2                       | 411                              |
| 2022 | 94               | 14,8                      | 419                              |
| 2021 | 86               | 12,6                      | 420                              |
| 2020 | 50               | −8,1                      | 418                              |
| 2019 | 75               | 5,7                       | 427                              |
| 2018 | 71               | 4,6                       | 389                              |
| 2017 | 52               | 4,0                       | 312                              |
| 2016 | 43               | 1,9                       | 298                              |
| 2015 | 50               | 0,8                       | 280                              |
| 2014 | 48               | −1,1                      | 284                              |
| 2013 | 63               | 5,5                       | 296                              |
| 2012 | 77               | 9,8                       | 252                              |
| 2011 | 68               | 10,7                      | 229                              |
| 2010 | 51               | 8,0                       | 218                              |
| 2009 | 53               | 5,1                       | 228                              |
| 2008 | 50               | 5,3                       | 249                              |

## Aktie
Die Aktie der SMT Scharf AG mit der ISIN DE0005751986 wurde seit dem 11. April 2007 gehandelt und war 2012 und 2013 im SDAX gelistet. Am 12. August 2022 erfolgte die Umstellung auf Namensaktien mit der ISIN DE000A3DRAE2.

## Weblink
- Die SMT Scharf Gruppe ist ein fuehrender Anbieter von schienengebundenen Transportsystemen. SMT Scharf AG, Hamm, 15. April 2016, abgerufen am 15. April 2016 (offizielle Webpräsenz der SMT Scharf AG).